# I'd Do Anything (пісня Simple Plan)
«I'd Do Anything» — другий сингл французького-канадського поп-панку гурту Simple Plan виданий 8 жовтня 2002 року на Atlantic Records. Вперше з'явився на дебютному студійному альбомі колективу No Pads, No Helmets... Just Balls. Пісню також можна почути у фільмі Ципочка. I'd Do Anything записаний за участі Марка Хоппуса з Blink-182 та +44.

## Список пісень
1. «I'd Do Anything (Album Version)»
2. «I'm Just a Kid (Single Version)»
3. «Grow Up»
4. «My Christmas List»
5. «I'm Just a Kid (Enhanced Video)»

## Чарти
| Чарт (2002)                        | Найвища сходинка |
| ---------------------------------- | ---------------- |
| Велика Британія (UK Singles Chart) | 78               |
| США (Billboard Hot 100)            | 51               |